# Telus Télé Optik
Pour les articles homonymes, voir Telus (homonymie).
Telus Télé Optik est un service de distribution télévisuel en utilisant le protocole IPTV par abonnement fourni par Telus et utilise la plateforme Microsoft Mediaroom. Le service a été lancé en novembre 2005 dans quelques régions de l'Alberta. Depuis février 2011, le service est disponible dans les territoires desservis par Telus pour la téléphonie résidentielle en Colombie-Britannique, en Alberta et au Québec. Telus revend aussi le service de télévision par satellite de Bell Télé dans l'ouest canadien.

## Offre télévisuelle
Tout comme ses concurrents, Telus Télé Optik offre une grande sélection de chaînes en haute définition et de musique, ainsi qu'une chaîne de télévision communautaire.